# Asse

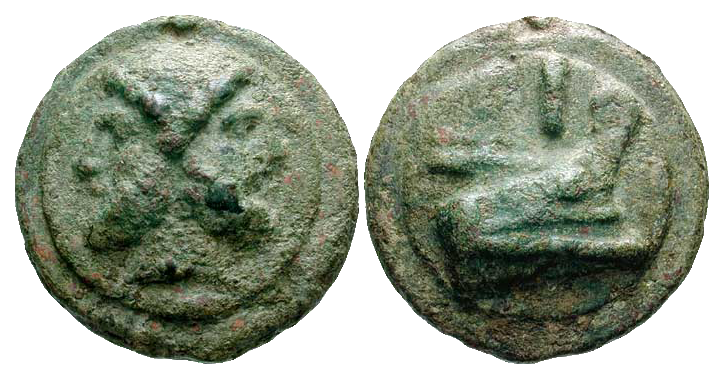
Aes Grave (240 a 225 a.C.) - Série "Proa em Bronze". No anverso, à esquerda, as faces de Janus e Mercúrio, no reverso, à direita, acima o algarismo romano "I", e logo abaixo a proa de um navio.

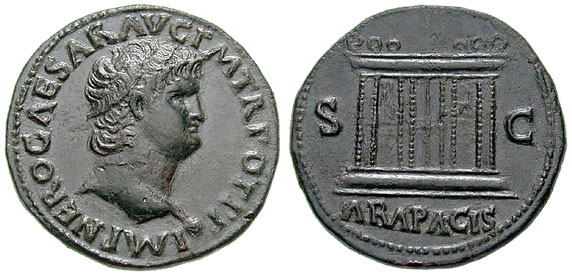
As do tempo de Nero (66 d.C.) - Bastante diferente do Aes Grave original, pois posterior à reforma de Augusto.

O asse ou ás (as, em latim, plural asses) era uma moeda romana de bronze e, posteriormente, de cobre, em circulação durante a república e o império. Recebeu o nome da unidade de peso também chamada asse, que era equivalente a 12 onças (unciae), isto é, uma libra romana.
A primeira moeda usada pelos romanos foi o aes grave (ou aes librale), comumente denominado as. Criada por volta de 280 a.C., durante a República. A moeda era de bronze, com seu valor relacionado com as unidades de massa romanas. Inicialmente tinha peso igual a libra latina (273g), tornando-se então uma libra romana (327 g). Em razão disso tinha grandes dimensões para uma moeda: algo em torno de 110 mm de diâmetro, por 4 mm de altura.
Inicialmente foi produzida derramando metal fundido sobre um molde (cast coinage em inglês), depois usando o método do martelo (hammered coinage): um pedaço circular de metal aquecido ao rubro era posicionada entre dois moldes em baixo relevo, recebendo uma forte martelada. O resultado era a impressão do molde sobre a moeda, método este mais preciso.
A primeira série produzida foi a série de Janus-Mercúrio, cujo nome deriva das imagens das duas divindades gravadas sobre a moeda, além da marca "I", indicando o valor da moeda em algarismos romanos.
Na era republicana foi introduzida a série de proa em bronze (em torno de 225 a.C., em concomitância com a introdução do quadrigatus). Esta série é assim chamada por causa da proa de um navio exibida no reverso.
A última série de aes grave foi o da "roda", devido à roda de seis raios que aparece no verso.
Com a reforma monetária de Augusto, em 23 a.C., o asse passou a ser cunhado (e não mais fundido) em cobre puro. Augusto também reduziu o peso da moeda a 1/30 do asse (10,9 g). O asse continuou a ser produzido até o século III d.C. e era a moeda de denominação mais baixa a ser emitida regularmente durante o Império.

## Frações e Múltiplos de Asse
Também circulavam frações de asse:
| Bes | Semisse | Quincunce | Triente | Quadrante | Sextante | Úncia | Semúncia |
| 2/3 | 1/2     | 5/12      | 1/3     | 1/4       | 1/6      | 1/12  | 1/24     |

Seus múltiplos eram:
| Dupôndio | Tresse | Quadrusse | Quinquesse | Denário |
| 2        | 3      | 4         | 5          | 10      |

## Asse, Libra e a "Pound" britânica
Há comumente uma confusão entre esses termos na literatura e na historiografia. Na Roma Antiga, Asse (lat. as, assis) era a unidade de peso, Libra (lat. libra, ae) era a balança que se usava para pesar, e Pound (ing.) vem do latim pondo, que significa peso. Como se verifica da Lei das Doze Tábuas:
Tábua III
3. Ni iudicatum facit aut quis endo eo in iure vindicit, secum ducito, vincito aut nervo aut compedibus XV pondo, ne maiore, aut si volet, minore vincitor.
"Se não cumprir o julgado ou não apresentar algum como seu fiador no tribunal, traga-o consigo, amarre-o com cordas ou com peso não maior de quinze libras ou, se quiser, menor".
15. Si volet, suo vivito. Ni suo vivit, qui eum vinctum habebit, libras farris endo dies dato. Si volet, plus dato.
"Se quiser, viva do seu. Se não vive do seu, aquele que o tiver amarrado lhe dê uma libra de pão por dia. Se quiser, dê-lhe mais".
Tábua VIII
3. Manu fustive si os fregit libero, CCC, si servo, CL poenam subito.
"Se com a mão ou com um pau quebrou um osso a um homem livre sofra a pena de 300 asses, se a um servo, de 150 asses".
Os próprios romanos as usavam como sinônimos. No caso da Tábua VIII, item 3, a palavra asse se subentende, usando apenas os algarismos romanos, pois a pena só podia ser em dinheiro.